# Mr. Morale & The Big Steppers
Mr. Morale & The Big Steppers — пятый студийный альбом американского рэпера Кендрика Ламара, выпущенный 13 мая 2022 года. Это первый его альбом после выпуска DAMN. в апреле 2017. Пластинка вышла на PGLang, недавно созданной компании Ламара, и лейбле Top Dawg Entertainment, став последним релизом рэпера на нём.

## История
В сообщении в блоге от 20 августа 2021 года Ламар объявил, что находится в процессе продюсирования своего последнего альбома на лейбле Top Dawg Entertainment, написав:
|       | Я провожу большую часть своих дней с мимолетными мыслями. Пишу. Слушаю. И коллекционирую старые Beach cruisers. Утренние поездки держат меня на холме тишины. Хожу месяцы без телефона. Любовь, потеря и горе нарушили мою зону комфорта, но проблески Бога говорят через мою музыку и семью. Пока мир вокруг меня развивается, я размышляю о самом важном. Жизнь, в которой мои слова приземлятся в следующий раз. Когда я продюсирую свой последний альбом на TDE, я испытываю радость от того, что стал частью такого культурного отпечатка спустя 17 лет. Борьба. Успех. И самое главное, Братство. Да продолжит Всевышний использовать Top Dawg в качестве сосуда для искренних творцов. Пока я продолжаю следовать призванию своей жизни. В завершении есть красота. И всегда вера в неизвестное. Спасибо, что держишь меня в своих мыслях. Я молился за вас всех. Увидимся достаточно скоро. |  | I spend most of my days with fleeting thoughts. Writing. Listening. And collecting old Beach cruisers. The morning rides keep me on a hill of silence. I go months without a phone. Love, loss, and grief have disturbed my comfort zone, but the glimmers of God speak through my music and family. While the world around me evolves, I reflect on what matters the most. The life in which my words will land next. As I produce my final TDE album, I feel joy to have been a part of such a cultural imprint after 17 years. The Struggles. The Success. And most importantly, the Brotherhood. May the Most High continue to use Top Dawg as a vessel for candid creators. As I continue to pursue my life's calling. There's beauty in completion. And always faith in the unknown. Thank you for keeping me in your thoughts. I've prayed for you all. See you soon enough. |  |
| [ 2 ] | |  | |  |

18 апреля 2022 года Ламар объявил в социальных сетях в письме через PGLang, что он выпустит Mr. Morale & the Big Steppers 13 мая.

## Описание
Mr. Morale & The Big Steppers представляет собой двойной альбом, состоящий из 18 песен, разделенных на две части по девять треков. Тематика пластинки посвящена социальным, созерцательным и религиозным темам, таким как социальные сети и культура отмены, капитализм, отцовство, христианство и романтика.

## Тур
13 мая 2022 года в поддержку альбома Ламар объявил о 65-дневном концертном туре The Big Steppers Tour. Baby Keem и Tanna Leone будут выступать на разогреве на всех трёх этапах тура.

## Реакция

### Отзывы
| Совокупная оценка    | Совокупная оценка |
| Источник             | Оценка            |
| -------------------- | ----------------- |
| AnyDecentMusic?      | 8.7/10            |
| Metacritic           | 85/100            |
| Оценки критиков      |                   |
| Источник             | Оценка            |
| Clash                | 10/10             |
| The Daily Telegraph  | [ 11 ]            |
| Evening Standard     | [ 12 ]            |
| The Guardian         | [ 13 ]            |
| i                    | [ 14 ]            |
| The Independent      | [ 15 ]            |
| The Line of Best Fit | 10/10             |
| NME                  | [ 17 ]            |
| The Times            | [ 18 ]            |

Альбом получил высокие оценки от критиков. На сайте-агрегаторе Metacritic средний балл составляет 85/100 на основе 26 обзоров.
Бен Брайант из The Independent назвал альбом «нежным опусом определяющего поэта своего поколения», написав: «Первый альбом рэпера за пять лет — это навязчивое и удивительное размышление об отцовстве и семье». В обзоре The Guardian Алексис Петридис высоко оценил темы, лиризм и стиль.

### Популярность
Релиз занял первое место в мировом топе сайта текстов песен Genius по итогам 2022 года.

## Список композиций
| №                   | Название                                                       | Автор(ы) | Продюсер(ы)                                                       | Длительность |
| ------------------- | -------------------------------------------------------------- | --- | ----------------------------------------------------------------- | ------------ |
| 1.                  | «United in Grief»                                              | Kendrick Duckworth Sam Dew Mark Spears Jason Pounds Duval Timothy Matt Schaeffer Johnny Kosich Jake Kosich Timothy Maxey                                 | OKLAMA Sounwave J.LBS Duval Timothy Beach Noise [b] Tim Maxey [b] | 4:15         |
| 2.                  | «N95»                                                          | Duckworth Dew Matthew Samuels Spears Jahaan Sweet Hykeem Carter                                                                                          | Boi-1da Sounwave Jahaan Sweet Baby Keem [b]                       | 3:15         |
| 3.                  | «Worldwide Steppers»                                           | Duckworth Dew Spears Donte Perkins Pounds Vincent Crane Pat Darnell                                                                                      | Sounwave Tae Beast J.LBS [b]                                      | 3:23         |
| 4.                  | «Die Hard» (совместно с Blxst и Amanda Reifer)                 | Duckworth Matthew Burdette Amanda Reifer Dew Stephen Bruner Victor Ekpo Spears Dacoury Natche Carter Pounds Michael Mulé Isaac De Boni M. Smith R. Smith | Sounwave DJ Dahi Baby Keem J.LBS FnZ [a]                          | 3:59         |
| 5.                  | «Father Time» (при участии Sampha)                             | Duckworth Sampha Sisay Spears Natche Schaeffer Jo. Kosich Ja. Kosich Daniel Tannenbaum Timothy Ekpo K. Jones                                             | Sounwave DJ Dahi Beach Noise Bekon Timothy Grandmaster Vic        | 3:42         |
| 6.                  | «Rich (Interlude)»                                             | Bill Kapri Dew Timothy | Timothy                                                           | 1:43         |
| 7.                  | «Rich Spirit»                                                  | Duckworth Dew Spears Natche Frano Huett A. Thomas D. Dennis G. Jackson M. Hall                                                                           | Sounwave DJ Dahi franO                                            | 3:22         |
| 8.                  | «We Cry Together» (совместно с Taylour Paige)                  | Duckworth Daniel Maman Pounds Tannenbaum Florence Welch G. Peacock                                                                                       | The Alchemist J.LBS [a] Bekon [b]                                 | 5:41         |
| 9.                  | «Purple Hearts» (совместно с Summer Walker и Ghostface Killah) | Duckworth Summer Walker Dennis Coles Dew Anthony Dixon Spears Khalil Abdul-Rahman Pounds Schaffer Jo. Kosich Ja. Kosich                                  | Sounwave DJ Khalil J.LBS [b] Beach Noise [b]                      | 5:29         |
| Общая длительность: | Общая длительность:                                            | Общая длительность: | Общая длительность:                                               | 34:49        |

| №                   | Название                                    | Автор(ы) | Продюсер(ы)                                              | Длительность |
| ------------------- | ------------------------------------------- | --- | -------------------------------------------------------- | ------------ |
| 1.                  | «Count Me Out»                              | Duckworth Dew Spears Natche Pounds | OKLAMA Sounwave DJ Dahi J.LBS Maxey [b]                  | 4:43         |
| 2.                  | «Crown»                                     | Duckworth Dew Timothy | Timothy                                                  | 4:24         |
| 3.                  | «Silent Hill» (совместно с Kodak Black)     | Duckworth Kapri Samuels Spears Sweet Schaeffer Jo. Kosich Ja. Kosich                                                                  | Boi-1da Sounwave Sweet Beach Noise [b]                   | 3:40         |
| 4.                  | «Savior (Interlude)»                        | Duckworth Carter Spears Pounds | OKLAMA Sounwave J.LBS                                    | 2:32         |
| 5.                  | «Savior» (совместно с Baby Keem и Sam Dew)  | Duckworth Dew Tannenbaum Spears Ronald LaTour Pounds Mario Luciano Tobias Breuer Tommy Paxton-Beesley                                 | OKLAMA Sounwave Cardo J.LBS Mario Luciano [a] Rascal [a] | 3:44         |
| 6.                  | «Auntie Diaries»                            | Duckworth Homer Steinweiss Daniel Krieger Tannenbaum Tyler Mehlenbacher Sergiu Gherman Craig Balmoris Schaeffer Jo. Kosich Ja. Kosich | Bekon The Donuts Craig Balmoris Beach Noise [b]          | 4:41         |
| 7.                  | «Mr. Morale» (совместно с TannaLeone)       | Duckworth Dew Avante Santana Pharrell Williams                                                                                        | Pharrell Williams                                        | 3:30         |
| 8.                  | «Mother I Sober» (при участии Beth Gibbons) | Duckworth Beth Gibbons Dew Bruner Spears Tannenbaum Pounds                                                                            | Sounwave Bekon J.LBS                                     | 6:46         |
| 9.                  | «Mirror»                                    | Duckworth Krieger Stuart Johnson Spears Natche Tannenbaum Mehlenbacher Gherman Balmoris Maxey                                         | Sounwave DJ Dahi Bekon The Donuts Balmoris Maxey [b]     | 4:16         |
| Общая длительность: | Общая длительность:                         | Общая длительность: | Общая длительность:                                      | 38:16        |

Примечания
- ↑  сопродюсер
- ↑  дополнительный продюсер
- «Worldwide Steppers» содержит неуказанный вокал от Kodak Black
- «Rich (Interlude)» содержит неуказанный вокал от Kodak Black
- «We Cry Together» содержит сэмпл «June» от Florence + The Machine
- «Savior (Interlude)» содержит неуказанный вокал от Baby Keem